# Przylądek Adamsa
Przylądek Adamsa  (ang. Cape Adams, hiszp. Cabo Adams) – skalisty przylądek na południowym krańcu Bowman Peninsula na wschodnim wybrzeżu Ziemi Palmera w południowej części Półwyspu Antarktycznego.

## Nazwa
Przylądek został nazwany na cześć Charles’a J. Adamsa z USAAF – jednego z pilotów wyprawy badawczej Finna Ronnego (1899–1980), która go odkryła .  

## Geografia
Przylądek Adamsa leży na południowym krańcu Bowman Peninsula na wschodnim wybrzeżu Ziemi Palmera w południowej części Półwyspu Antarktycznego, oddzielającego Wybrzeże Lassitera od Orville Coast . Jest to stroma skała tworząca północną stronę wejścia do przesmyku Gardner Inlet na wschód od Ziemi Palmera .

## Historia
Przylądek został sfotografowany z lotu ptaka 21 listopada 1947 roku podczas ekspedycji badawczej Finna Ronnego (1899–1980) na tereny wybrzeża Morza Weddella (ang. Ronne Antarctic Research Expedition (RARE)) w latach 1947–1948 . W grudniu 1947 roku, choć zobaczony z lądu przez uczestników Falkland Islands Dependencies Survey (FIDS) ze Stonington Island, nie został dokładnie zlokalizowany . W latach 1965–1967 został ponownie sfotografowany z lotu ptaka przez United States Navy i na podstawie wykonanych zdjęć zmapowany przez United States Geological Survey (USGS) .